# تیم ملی فوتبال زیر ۱۹ سال مردان بلغارستان

تیم ملی فوتبال زیر ۱۹ سال مردان بلغارستان (بلغاری: Български юношески национален отбор по футбол) توسط اتحادیه فوتبال بلغارستان کنترل می‌شود. این تیم در مسابقات جام فوتبال زیر ۱۹ سال اروپا شرکت می‌کند که هر ساله برگزار می‌شود.